# Drăgănești (Prahova megye)
Drăgănești község és falu Prahova megyében, Munténiában, Romániában.  A hozzá tartozó települések: Bărăitaru, Belciug, Cornu de Jos, Hătcărău, Meri és Tufani.

## Fekvése
A megye déli részén található, a megyeszékhelytől, Ploieștitől, harminc kilométerre délkeletre, a Teleajen folyó bal valamint a Cricovul Sărat folyó jobb partja között.

## Története
A 19. század végén Prahova megye Câmpul járásának a székhelye volt. Ezen időszakban Drăgănești, Meri valamint Baraictarul-Brebu falvakból állt, összesen 1672 lakossal. A községben tulajdonában volt egy 1869-től működő általános iskola valamint három templom, egy Baraictarul faluban, kettő pedig Drăgănești településen, melyek közül az egyik a vidéket egykor birtokló Xenocrat testvérek kápolnája, melyet 1857 és 1860 között építettek, a másikat 1667-ben, Leon Vodă havasalföldi fejedelem idején, Șerban Cantacuzino építette. A mai község területén a 19. század végén további két község működött:
- Hătcărăul község Hătcărău, Tufani és Malamuc falvakból állt, 1032 lakossal. A községben két templom állt, az egyiket 1843-ban építették Hătcărău faluban, a másikat pedig 1870-ben szentelték fel Malamuc-on.
- Cornurile község Cornu de Jos és Cornu de Sus falvakból állt, 657 lakossal. A község tulajdonában volt egy 1790-ben épült templom valamint egy iskola, mely 1874-ben nyitotta meg kapuit.

1925-ös évkönyv szerint Belciuguri falu Cornurile község része lett. Ugyancsak ekkor Drăgănești továbbra is járásközpont volt, de Câmpul járás felvette a Drăgănești nevet.
1950-ben közigazgatási átszervezés alapján, mind a három község a Prahova-i régió Urlați rajonjához került, majd 1952-ben a Ploiești régióhoz Ploiești rajonjához csatolták őket.
1968-ban Prahova megyét ismét létrehozták illetve Hătcărăul valamint Cornurile községeket felszámolták, és az ezekhez tartozó falvak egy részét is Drăgănești községhez csatolták.

## Lakossága
| Nemzetiségek | 2002 | 2002   |
| ------------ | ---- | ------ |
| Románok      | 5088 | 97,13% |
| Romák        | 147  | 2,80%  |
| Németek      | 2    | 0,03%  |
| Lipovánok    | 1    | 0,01%  |
| Összesen     | 5238 | 100,0% |